# 洛什夫卡河
洛希夫卡河（烏克蘭語：Лошівка），是烏克蘭西部的河流，屬於斯特里河的左支流。該河發源自扎維德奇以西，流經利維夫州的舍普季茨基區，河道全長12公里，流域面積34.1平方公里。